# 台北安息香
台北安息香（学名：Styrax suberifolius var. hayataianus）为安息香科安息香属下的一个变种。